# Estrofariàcies
Les estrofariàcies (Strophariaceae) són una família de fongs basidiomicots de l'ordre dels agaricals (Agaricales). Són espècies sapròfites que creixen en diversos tipus de matèria orgànica en descomposició.

## Taxonomia
La família de les estrofariàcies inclou quasi 700 espècies en 14 gèneres:
- Agrocybe Fayod (ca 110)
- Bogbodia Redhead (1)
- Brauniella Rick ex Singer (1)
- Deconica (W.G. Sm.) P. Karst. (ca 45)
- Hemipholiota (Singer) Bon (2)
- Hypholoma (Fr.) P. Kumm. (ca 45)
- Kuehneromyces Singer & A.H. Sm. (ca 20)
- Leratiomyces Bresinsky & Manfr. Binder (10)
- Melanotus Pat. (ca 25)
- Pholiota (Fr.) P. Kumm. (ca 350) - inclou espècies comestibles molt consumides al Japó com nameko (Pholiota nameko).
- Protostropharia Redhead, Moncalvo & Vilgalys (8)
- Pseudogymnopilus Raithelh. (1)
- Pyrrhulomyces E.J. Tian & Matheny (3)
- Stropharia (Fr.) Quél. (ca 65)